# Kastl (Tirschenreuth)
Kastl è un comune tedesco di 1 385 abitanti, situato nel land della Baviera.